# Баранов, Андрей Владимирович (скрипач)
Андрей Александрович Баранов (род. 1986, Ленинград) — российский скрипач.

## Биография
Андрей родился в семье музыкантов, мама была пианисткой, а отец скрипачом, начал играть на скрипке в пятилетнем возрасте. В 2005 году дебютировал как солист в Большом зале Санкт-Петербургской филармонии.
В 2008 году выиграл Международный конкурс скрипачей имени Анри Марто в Германии, а также международный конкурс скрипачей Бенджамина Бриттена, в 2012 году стал обладателем гран-при крупнейшего Конкурса имени королевы Елизаветы, победу одержал играя на скрипке Ансальдо Погги (1947 года), которую предоставил ему японский фонд Munetsugu Hall – Yellow Angel Foundation. За победу на конкурсе королевы Елизаветы был удостоен права получить в аренду на 3 года скрипку Страдивари "Хаггинс", 1708 года выпуска, которая находилась в японской коллекции.
В 2009 году окончил Санкт-Петербургскую консерваторию, где среди его учителей был Владимир Овчарек, Лев Иващенко и Павел Попов, затем совершенствовался в Лозанне под руководством Пьера Амояля. В возрасте 23 лет стал ассистентом преподавателя Пьера Амояля в консерватории Лазанны.
Становился лауреатом ряда других конкурсов в 2010 году: лауреат  Международного конкурса в Сендае, лауреат II премии Международного конкурса скрипачей им. Никколо Пагании, лауреат III премии Московского Международного конкурса им. Давида Ойстраха.
В 2011 г. приглашённый концертмейстер оркестра MusicAeterna в Перми, созданного Теодором Курентзисом.
C 2012 г. стал первой скрипкой струнного квартета имени Давида Ойстраха, вместе с такими музыкантами как Сергей Пищугин, Федор Белугин, Алексей Жилин.(в данный момент партию второй скрипки исполняет Родион Петров)
Записал концерт для скрипки с оркестром П. И. Чайковского с Хофским симфоническим оркестром.
В 2018 году альбом Андрея Баранова "The Golden Violin" 2017 года выпуска выиграл престижную награду „Diapason d’Or“.
С 2020 года является профессором в итальянской академии "Academia del Ridotto". А также работает по приглашению профессором в Швейцарии, при школе "Piccoli Virtuosi International Music Boarding School".

## Скрипка
В данный момент Андрей Баранов играет на скрипке Гвадинини 1758 года.

## Дискография
- The Golden Violin (2017)
Андрей Александрович Баранов, скрипка
- SOLO (Volume 1) (2020)
Андрей Александрович Баранов, скрипка